# Invasion de Banu Qaynuqa
Selon la tradition islamique, l’invasion de Banu Qaynuqa, également connue sous le nom d’expédition contre Banu Qaynuqa, survint en 624. 
Les Banu Qaynuqa étaient une tribu juive bannie par le prophète de l'islam Mahomet pour avoir vraisemblablement rompu le traité appelé Constitution de Médine, en épinglant les vêtements d’une femme musulmane, ce qui l'a mise à nu. Un musulman tua un Juif en guise de représailles, et les Juifs à leur tour tuèrent le musulman en question. Plusieurs tueries eurent lieu en conséquence, et la tension ne cessa de monter entre les Musulmans et les Banu Qaynuqa, jusqu'au siège de leur forteresse,,. Finalement, la tribu se rendit à Mahomet, qui dans un premier temps voulait tuer les membres de Banu Qaynuqa mais s’inclina devant la demande de Abd-Allah ibn Ubayy et accepta de bannir les Qaynuqa.